# ديفيد فليتشير (عازف الباس المزدوج)
ديفيد فليتشير (بالإنجليزية: David Fletcher)‏ هو عازف الباس المزدوج بريطاني، ولد في 10 ديسمبر 1971، وتوفي في 29 يونيو 2009.